# 1020-1029
De jaren 1020-1029 (van de christelijke jaartelling) zijn een decennium in de 11e eeuw.

## Belangrijke gebeurtenissen

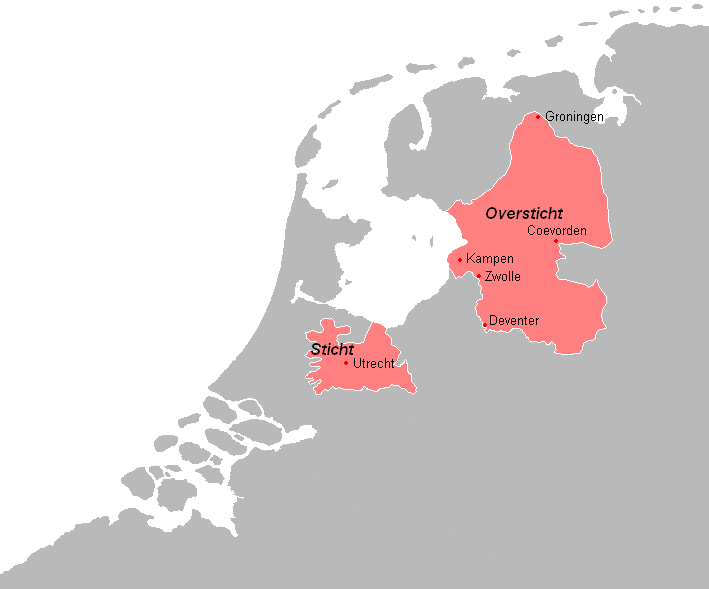
Grondgebied van het Sticht Utrecht

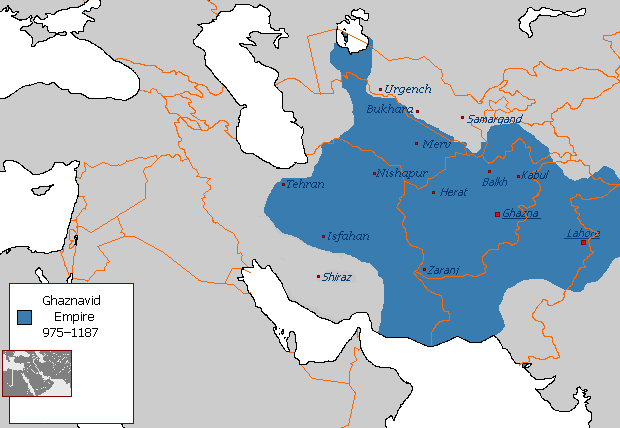
Het rijk van Mahmud van Ghazni

### Byzantijnse Rijk
- 1022 : Slag bij Svindax. De Byzantijnen veroveren het koninkrijk Georgië en stichten het thema Iberië.
- 1025 : Keizer Basileios II Boulgaroktonos sterft en wordt opgevolgd door zijn broer Constantijn VIII.
- 1028 : Constantijn VIII sterft, de man van zijn dochter Zoë Porphyrogenita, Romanos III Argyros wordt de nieuwe keizer.

### Heilig Roomse Rijk
- 1024 : Met de dood van keizer Hendrik II de Heilige komt er een einde aan de Ottoonse dynastie. Keizer Koenraad II is de eerste van de Salische dynastie.

#### Lage Landen
- Bouw in de jaren 1020-23 van het paleis Lofen.
- 1024 : Bisschop Adelbold II van Utrecht krijgt het graafschap Drenthe en even later het graafschap Teisterbant. Beiden vormen de basis van het sticht Utrecht.

#### Polen
- 1025 : Bolesław I wordt de eerste heerser van het koninkrijk Polen (1025-1385).

### Azië
- 1026 : Het Rijk van de Ghaznaviden bereikt onder Mahmud van Ghazni zijn grootse omvang. Het rijk omhelst een groot deel van het huidige Iran, Afghanistan en Indië.

## Kunst en cultuur
- Romaanse kunst

### Muziek
- 1025 : Guido van Arezzo creëert de notenbalk.

## Wetenschap
- Abu Ali al-Hasan ibn al-Haytham experimenteert in Cairo met licht en het gezichtsvermogen en is de grondlegger van de optometrie. Ook is hij veel met getallenleer bezig: zo doet hij onder andere studie naar perfecte getallen. Ibn Al-Haytham is een van de eerste geleerden die de mogelijkheid van een eindige lichtsnelheid veronderstellen.

## Heersers

### Europa
- Lage Landen
  - Bergen: Reinier V (1013-1039)
  - Midden-Friesland: Liudolf van Brunswijk (1006-1038)
  - West-Frisia: Dirk III (993-1039)
  - Hamaland: Godfried de Kinderloze (1018-1023), Gozelo I van Verdun (1023-1044)
  - Neder-Lotharingen: Godfried de Kinderloze (1012-1023), Gozelo I (1023-1044)
  - Leuven: Hendrik I (1015-1038)
  - Luik: Walbod (1018-1021), Durand (bisschop van Luik) (1021-1025), Reginhard (1025-1038)
  - Luxemburg: Hendrik I (998-1026), Hendrik II (1026-1047)
  - Utrecht: Adelbold II (1010-1026), Bernold (1027-1054)
  - Vlaanderen: Boudewijn IV (988-1035)
  - Wassenberg: Gerard I Flamens (1021-1042)

- Duitsland (Heilige Roomse Rijk): Hendrik II (1002-1024), Koenraad II (1024-1039)
  - Beieren: Hendrik V (1018-1026), koning Koenraad II (1026-1027), Hendrik VI (1027-1042)
  - Bohemen: Oldřich (1012-1033)
  - paltsgraafschap Bourgondië: Otto Willem (986-1026), Reinoud I (1026-1057)
  - Gulikgouw: Gerard I (1003-1029), Gerard II (1029-1081)
  - Istrië: Poppo I (1012-1044)
  - Karinthië: Adalbero van Eppenstein (1011-1035)
  - Opper-Lotharingen: Diederik I (978-1027), Frederik III (1027-1033)
  - Meißen: Herman I (1009-1038)
  - Noordmark: Bernard II van Brandenburg (1018-1044)
  - Oostenrijk: Adalbert (1018-1055)
  - Saksen: Bernhard II (1011-1059)
  - Weimar: Willem III (1003-1039)
  - Zwaben: Ernst II (1015-1030)

- Frankrijk: Robert II (996-1031)
  - Angoulême: Willem IV (987-1028), Aldwin II (1028-1032)
  - Anjou: Fulco III (987-1040)
  - Aquitanië: Willem V (995-1030)
  - Blois en Tours: Odo II (1004-1037)
  - Boulogne: Boudewijn II (990-1033)
  - hertogdom Bourgondië: Robert II van Frankrijk (1004-1031)
  - Chalon: Hugo I (987-1039)
  - Champagne en Meaux: Stefanus I (995-1021), Odo II van Blois (1021-1037)
  - Chiny: Lodewijk I (987-1025), Lodewijk II (1025-1066)
  - Eu: Godfried van Brionne (996-1015), Gilbert van Brionne (1015-1040)
  - Gascogne: Bernard Willem (996-1009), Sancho Willem (1009-1032)
  - Mâcon: Otto II (1004-1049)
  - La Marche: Bernard I (1005-1047)
  - Nevers: Landerik (989-1028), Reinoud I (1028-1040)
  - Normandië: Richard II (996-1027), Richard III (1027-1028), Robert de Duivel (1028-1035)
  - Toulouse: Willem III (978-1037)
  - Valois - Rudolf III (1017-1038)
  - Vendôme: Bodo (1017-1023), Burchard II (1023-1028), Adelheid en Fulco (1028-1032)
  - Verdun: Frederik (1012-1022), Herman (1022-1024), Lodewijk I van Chiny (1024-1025), Godfried II van Lotharingen (1025-1069)
  - Vermandois: Otto (1010-1045)
  - Vexin - Drogo (1017-1035)

- Iberisch schiereiland:
  - Barcelona: Berengarius Raymond I (1018-1035)
  - Castilië: Garcia II (1017-1029), Sancho III van Navarra (1029-1035)
  - Cordoba: Al-Qasim ibn Hammud al-Ma'mu (1018-1021, 1023), Yahya ibn Ali ibn Hammud al-Mu'tali (1021-1023, 1025-1026), Abd ar-Rahman V (1023-1024), Mohammed III (1024), Hisham III (1026-1031)
  - Leon]: Alfons V (999-1028), Bermudo III (1028-1037)
  - Navarra: Sancho III (1000-1035), Garcia III (1035-1054)
  - Portugal: Nuno Alvites (1016-1028), Mendo Nunes (1028-1050)

- Groot-Brittannië en Ierland
  - Engeland: Knoet de Grote (1016-1035)
  - Deheubarth: Llywelyn ap Seisyll (1018-1023), Rhydderch ab Iestyn (1023-1033)
  - Gwynedd: Llywelyn ap Seisyll (1018-1023), Iago ab Idwal (1023-1039)
  - Powys: Llywelyn ap Seisyll (999-1023), Rhydderch ab Iestyn (1023-1033)
  - Schotland: Malcolm II (1005-1034)
  - Ierland (hoge koning): Máel Sechnaill mac Domnaill (1014-1022)

- Italië
  - Benevento: Landulf V (987/1014-1033)
  - Monferrato: Willem III (991-1042)
  - Napels: Sergius IV (1002-1036)
  - Savoye: Humbert Withand (1003-1048)
  - Sicilië: al-Akhal (1019-1037)
  - Toscane: Reinier (1014-1024), Bonifatius III (1027-1052)
  - Venetië (doge): Ottone Orseolo (1009-1026), Pietro Barbolano (1026-1030)

- Scandinavië
  - Denemarken: Sven Gaffelbaard (985-1014), Harald II (1014-1018), Knoet de Grote (1018-1035)
  - Noorwegen: Sven Gaffelbaard (999-1014), Olaf II (1014-1028), Knoet de Grote (1028-1035)
    - onderkoning: Haakon Erikson (1028-1029)

  - Zweden: Olaf II (995-1022), Anund Jacob (1022-1050)

- Balkan
  - Byzantijnse Rijk: Basileios II (976-1025), Constantijn VIII (1025-1028), Romanos III (1028-1034)
  - Kroatië: Gojslav (997-1020), Krešimir III (997-1030)

- Arelat (Bourgondië): Rudolf III (993-1032)
- Bretagne: Alan III (1008-1040)
- Hongarije: Stefanus I (997-1038)
- Kiev: Jaroslav de Wijze (1019-1054)
- Polen: Bolesław I (992-1025), Mieszko II Lambert (1025-1031)

### Azië
- China (Song): Zhenzong (997-1022), Renzong (1022-1063)
  - Liao: Shengzong (982-1031)
- Georgië: George I (1014-1027), Bagrat IV (1027-1072)
- India
  - Chalukya: Jayasimha II (1015-1042)
  - Chola: Rajendra I (1012-1044)
- Japan: Go-Ichijo (1016-1036)
- Karachaniden: Mansur Arslan Khan (1017-1024), Ali Tigin Bughra Khan (1020-1024), Muhammad Toghan Khan (1024-1026), Yusuf Qadir Khan (1026-1032)
- Khmer-rijk (Cambodja): Suryavarman I (1006-1050)
- Korea (Goryeo): Hyeonjong (1009-1031)
- Mataram: Erlangga (1019-1042)
- Perzië (Ghaznaviden): Mahmud (998-1030)
- Vietnam: Ly Thai To (1009-1028), Ly Thai Tong (1028-1054)

### Afrika
- Fatimiden (Egypte): al-Hakim (996-1021), Abu Hashim 'Ali al-Zahir (1021-1036)
- Maghrawaden (Fez): El Moez Ibn Attia (1001-1026), Hammama (1026-1033)

### Religie
- paus: Benedictus VIII (1012-1024), Johannes XIX (1024-1032)
- patriarch van Alexandrië (Grieks): Theofilus II (1010-1020), Georgius II (1020-1052)
- patriarch van Alexandrië (koptisch): Zacharias (1004-1032)
- patriarch van Antiochië (Grieks): Macarius de Zuivere (1015-1023), Eleutherius (1023-1028), Petrus III (1028-1051)
- patriarch van Antiochië (Syrisch): Johannes VII bar Abdun (1004-1033)
- patriarch van Constantinopel: Eustathius (1019-1025), Alexius I Studites (1025-1043)
- katholikos-patriarch (Georgië): Melkisedek I (1001-1030)
- kalifaat van Bagdad (Abbasiden): al-Qadir (991-1031)

- aartsbisdom Bremen-Hamburg: Unwan (1013-1029), Liawizo II (1029-1032)
- aartsbisdom Canterbury: Lyfing (1013-1020), Æthelnoth] (1020-1038)
- aartsbisdom Keulen: Heribert (999-1021), Pilgrim (1021-1036)
- aartsbisdom Maagdenburg: Gero van Wodenswegen (1012-1023), Hunfried (1023-1051)
- aartsbisdom Reims: Arnulf (999-1021), Ebles I de Roucy (1021-1033)
- aartsbisdom Trier: Poppo van Babenberg (1016-1047)

<< · 1020 · 1021 · 1022 · 1023 · 1024 · 1025 · 1026 · 1027 · 1028 · 1029 · >>
<< · 1000-1009 · 1010-1019 · 1020-1029 · 1030-1039 · 1040-1049 · 1050-1059 · 1060-1069 · 1070-1079 · 1080-1089 · 1090-1099 · >>